# Idris Abdul Wakil
Idris Abdul Wakil, né le 10 avril 1925 à Zanzibar et mort le 15 mars 2000 au même endroit, était le président du Zanzibar du 24 octobre 1985 au 25 octobre 1990.